# نانا دزاغنيدزه
نانا دزاغنيدزه Nana Dzagnidze (ولدت في 1 يناير 1987) لاعبة شطرنج جورجية تحمل لقب أستاذ كبير.

## إنجازات
- فازت ببطولة أوروبا للشطرنج سيدات عام 2017.
- شاركت في حصول المنتخب الجورجي على الميدالية الذهبية في أولمبياد الشطرنج سيدات عام 2008، وبطولة فرق العالم للشطرنج سيدات عام 2015.
- توجت بطلة للعالم في الشطرنج للسريع سيدات ضمن بطولة الملك سلمان للشطرنج في الرياض عام 2018.

## تصنيف
- أصبحت المصنفة رقم 3 عالمياً.
- وهي المصنفة رقم 1 في جورجيا.
- بلغت في تصنيف إيلو 2522 نقطة في يناير 2018.

## روابط خارجية
- نانا دزاغنيدزه على موقع الاتحاد الدولي للشطرنج (الإنجليزية)
- نانا دزاغنيدزه على موقع مباريات الشطرنج (الإنجليزية)
- نانا دزاغنيدزه على موقع 365Chess.com (الإنجليزية)
- نانا دزاغنيدزه على موقع Chesstempo.com (الإنجليزية)
- نانا دزاغنيدزه على موقع الاتحاد الأمريكي للشطرنج (الإنجليزية)
- نانا دزاغنيدزه سجل أولمبياد الشطرنج للسيدات على موقع OlimpBase.org (الإنجليزية)